# الف مون
الف مون (نروژی: Ellef Mohn; ۱۳ اوت ۱۸۹۴ – ۴ ژانویهٔ ۱۹۷۴) بازیکن فوتبال اهل نروژ بود.